# IELTS
IELTS (International English Language Testing System) е международен изпит за владеене на английски език за чужденци. Управлява се съвместно от Британския съвет, IDP: IELTS Australia и Cambridge English Language Assessment. Създаден е през 1989 година. IELTS е един от основните тестове по английски език в света, заедно с TOEFL, TOEIC, PTE:A и OPI/OPIc.
IELTS се приема от повечето австралийски, британски, канадски и новозеландски академични институции, от над 3000 академични институции в Съединените щати и от различни професионални организации по целия свят.
Няма определен минимален резултат за вземане на изпита. IELTS резултат или Test Report Form се издава на всички лица, издържали теста с резултат от band score 1 (non-user) до band score 9 (expert user) и всяка институция определя различен праг.
През 2014 г. 2,5 милиона изпита са взети в повече от 140 страни, в сравнение с 2 милиона тестове през 2012 г., 1,7 милиона тестове през 2011 г. и 1,4 милиона тестове през 2009 г. През 2007 г., на IELTS са се явили повече от един милион хора в един 12-месечен период за първи път, което го прави най-популярният тест по английски език в света за висше образование и имиграция.